# Strażnica KOP „Marjanowo I”

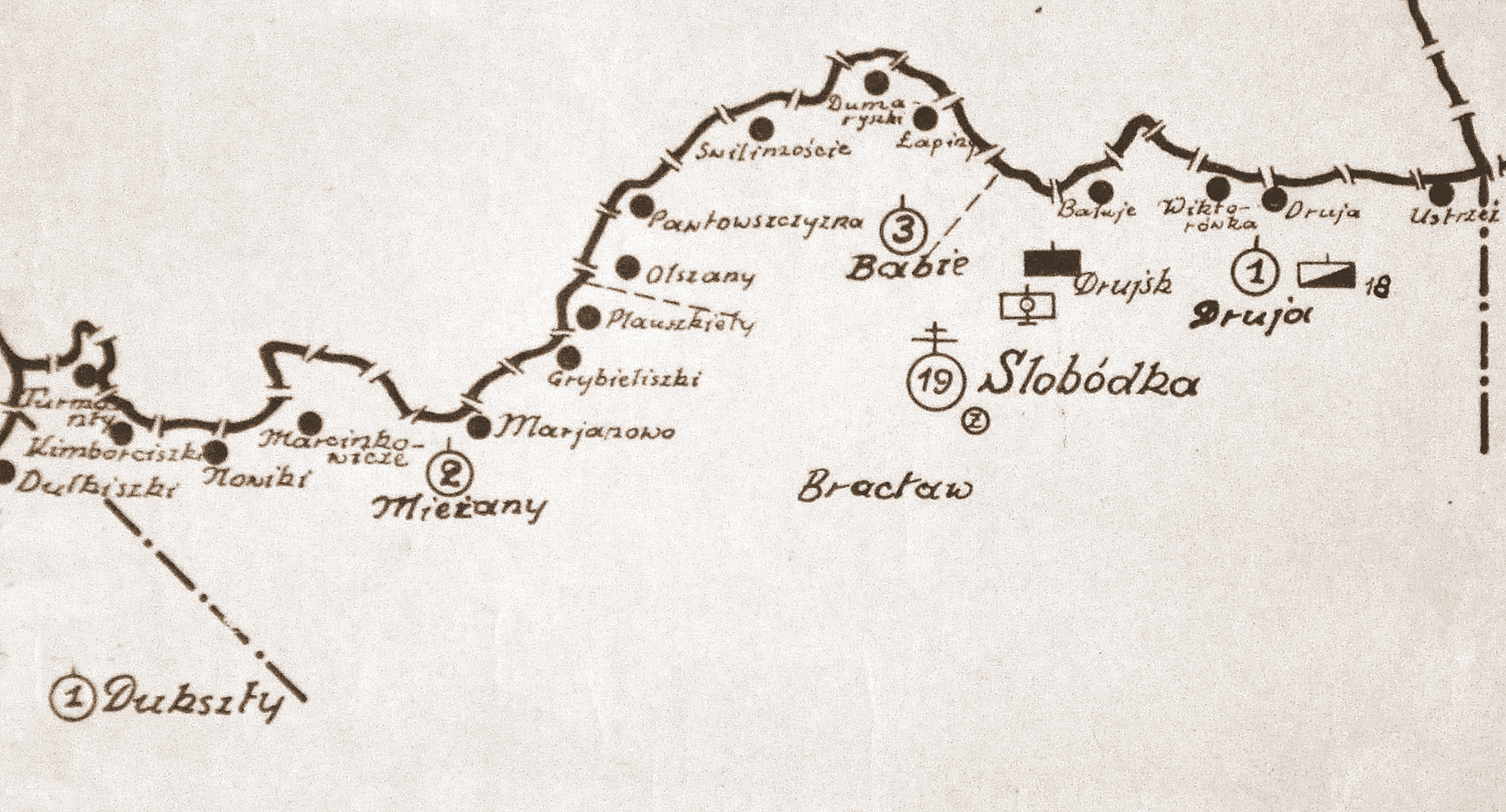
Rozmieszczenie batalionu KOP „Słobódka” w 1931

Strażnica KOP „Marjanowo I” – zasadnicza jednostka organizacyjna Korpusu Ochrony Pogranicza pełniąca służbę ochronną na granicy polsko-łotewskiej.

## Formowanie i zmiany organizacyjne
W 1926, w składzie Brygady KOP „Wilno”, został sformowany 19 batalion graniczny. W 1928 w skład batalionu wchodziło 12 strażnic. Strażnica KOP „Krzywosiele” w 1929 znajdowała się w strukturze 2 kompanii KOP „Mieżany”. W komunikatach dyslokacyjnych z 1932 nie występuje. W jej miejsce pojawia się strażnica KOP „Marjanowo I”. Strażnica w latach 1931–1934 znajdowała się w strukturze 2 kompanii KOP „Mieżany” . W komunikacie dyslokacyjnym z 1938 nie występuje. Strażnica liczyła około 18 żołnierzy i rozmieszczona była przy linii granicznej z zadaniem bezpośredniej ochrony granicy państwowej.
W 1932 obsada strażnicy zakwaterowana była w budynku prywatnym.

## Służba graniczna
Podstawową jednostką taktyczną Korpusu Ochrony Pogranicza przeznaczoną do pełnienia służby ochronnej był batalion graniczny. Odcinek batalionu dzielił się na pododcinki kompanii, a te z kolei na pododcinki strażnic, które były „zasadniczymi jednostkami pełniącymi służbę ochronną”, w sile półplutonu. Służba ochronna pełniona była systemem zmiennym, polegającym na stałym patrolowaniu strefy nadgranicznej, wystawianiu posterunków alarmowych, obserwacyjnych i kontrolnych stałych, patrolowaniu i organizowaniu zasadzek w miejscach rozpoznanych jako niebezpieczne, kontrolowaniu dokumentów i zatrzymywaniu osób podejrzanych, a także utrzymywaniu ścisłej łączności między oddziałami i władzami administracyjnymi. Strażnice KOP stanowiły pierwszy rzut ugrupowania kordonowego Korpusu Ochrony Pogranicza.
Strażnica KOP „Marjanowo I” w 1932 ochraniała pododcinek granicy państwowej szerokości 3 kilometrów 600 metrów.
Sąsiednie strażnice:
- Strażnica KOP „Marcinkańce” ⇔ Strażnica KOP „Grybieliszki” – 1929[2]
- strażnica KOP „Marcinkowicze” ⇔ strażnica KOP „Grybieliszki” – 1931[4]
- strażnica KOP „Marcinkowicze” ⇔ strażnica KOP „Anopol” – 1932[3], 1934[5]